# Центр Яна Поттера
Центр Яна Поттера (англ. Ian Potter Centre: NGV Australia) — художественная галерея, является вторым, новым корпусом Национальной галереи Виктории располагается на площади Федерации в Мельбурне, Австралия.
Открыт в 2003 году после принятия решения о разделении экспозиции Национальной галереи Виктории на 2 части. Назван в честь бизнесмена и филантропа Яна Поттера, внесшего значительный вклад в формировании экспозиции центра.
В центре сосредоточены коллекции австралийских произведений искусства. Особое внимание уделяется периоду колонизации и искусству коренных жителей континента. В целом здесь представлены 20 000 экземпляров искусства Австралии, вместе с тем в центре проходят временные экспозиции.
Среди прочих в центре представлены картины таких художников как: Фредерик Мак-Каббин, Том Робертс, Сидней Нолан, Артур Стритон, Билл Хенсон и других.